# أرنولد وليامز (سياسي أمريكي)
أرنولد وليامز (بالإنجليزية: Arnold Williams)‏ هو سياسي أمريكي، ولد في 21 مايو 1898 في فيلمور في الولايات المتحدة، وتوفي في 25 مايو 1970 في ريكسبورغ في الولايات المتحدة. حزبياً، نشط في الحزب الديمقراطي. وقد انتخب عضو مجلس نواب ايداهو وانتخب Governor of Idaho ‏ (17 نوفمبر 1945 – 6 يناير 1947).